# Fryderyka
Fryderyka – żeński odpowiednik imienia Fryderyk.
Fryderyka imieniny obchodzi 27 maja i 18 lipca i 6 października.
Znane osoby o imieniu Fryderyka:
- Federica Brignone – włoska narciarka alpejska
- Fryderyka Hanowerska – księżniczka hanowerska, królowa Grecji
- Augusta Fryderyka Hanowerska – księżniczka hanowerska, księżna Brunszwiku-Wolfenbüttel
- Fryderyka Reden – mecenas sztuki
- Friederike Mayröcker – austriacka poetka
- Federica Mogherini – włoska polityk
- Fryderyka Aleksandra Moszyńska (1709–84) – nieślubna córka króla Polski Augusta II Mocnego i hrabiny Cosel
- Federica Pellegrini – włoska pływaczka, medalistka olimpijska
- Frederica Sagor Maas – amerykańska scenarzystka filmowa pochodzenia rosyjskiego
- Fredrika Stahl – szwedzka wokalistka i autorka tekstów
- Paulina Fryderyka Wirtemberska (1810–56) – księżniczka wirtemberska, księżna Nassau
- Luiza z Hesji-Kassel, właśc. Luiza Wilhelmina Fryderyka Maria Karolina Augusta Julia – królowa Danii w latach 1863–98